# Politický systém Lotyšska
Lotyšská republika je zastupitelská demokracie, parlamentní republika s vícestranickým systémem.
Lotyšský jednokomorový parlament se nazývá Saeima, má 100 členů volených na 4 roky. Zákonodárná iniciativa náleží vládě, prezidentovi, parlamentní komisi, pěti poslancům či jedné desetině oprávněných voličů. Parlament vyslovuje důvěru vládě, kterou sestavuje premiér navržený prezidentem, parlament může vyjádřit nedůvěru předsedovi vlády (vládě jako celku) nebo jednotlivým ministrům.
Lotyšský prezident je volen nepřímo na 4 roky s možností jednoho znovuzvolení.
Lotyšsko je členem Severoatlantická aliance, Evropské unie a Mezinárodního měnového fondu.